# Jonsereds Fabrikers AB

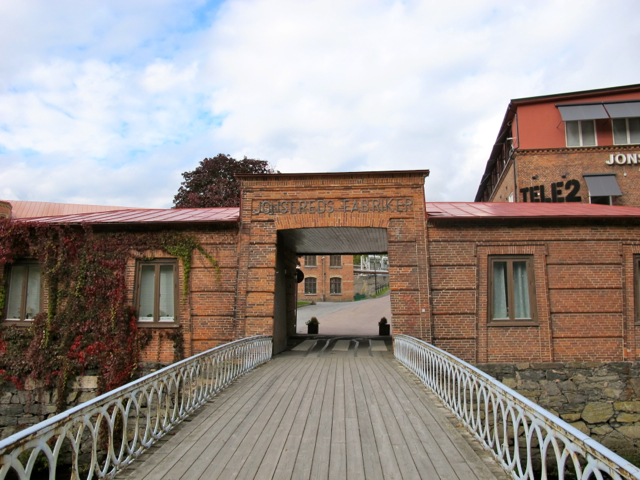

Jonsereds Fabrikers AB är ett tidigare verkstadsföretag hemmahörande i Jonsered, Västra Götalands län. Verksamheten grundades på 1830-talet av skotten William Gibson som textilindustri. Senare kom produktionen utökas med bland annat maskiner för träbearbetning, motorsågar (1954) och skogskranar (1960).
År 1979 köptes Jonsereds AB av Electrolux och koncernen splittrades. Tillverkningen av motorsågar ingick fram till 2020 i Husqvarna då Jonsered-motorsågar och andra produkter inom skog och trädgård under varumärket Jonsered upphörde att säljas. Försäljningen av presenningar och lagerhallar ingår i NSS Sverige AB, under varumärket Hallbyggarna-Jonsereds. Jonsered som kranmärke ingår i Hiab.

## Historia

### Bakgrund

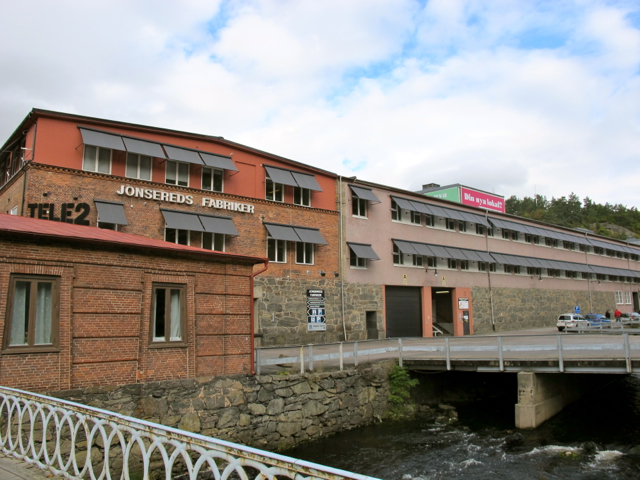
Jonsereds Fabriker.

William Gibson föddes 1783 i den lilla skotska hamnstaden Arbroath, norr om Dundee. 1797, bara 14 år gammal, kom han till Göteborg som skeppsgosse. Här kom han sedan att bedriva en mängd olika verksamheter (handel med tyger och salt sill, bryggeriverksamhet, spelkortstillverkning, framställning av kimrök m.m.) 1826 slog sig Gibson in på en ny bana och anlade en segelduksfabrik. Gibsons svåger, ingenjören Alexander Keiller, gick in som delägare två år senare. Eftersom spinneriet drevs med vattenkraft, och vattenkraften i Göteborgs hamnkanal var tämligen blygsam, började Gibson se sig om efter en lokalisering för hans växande industri. Valet föll på Jonsereds säteri vid Säveån som 1832 inköptes av Gibsons och Keillers gemensamma bolag. Under Keillers ledning grävdes samma år en kanal från sjön Aspen till Säveån.

### Jonsereds Fabriker grundas

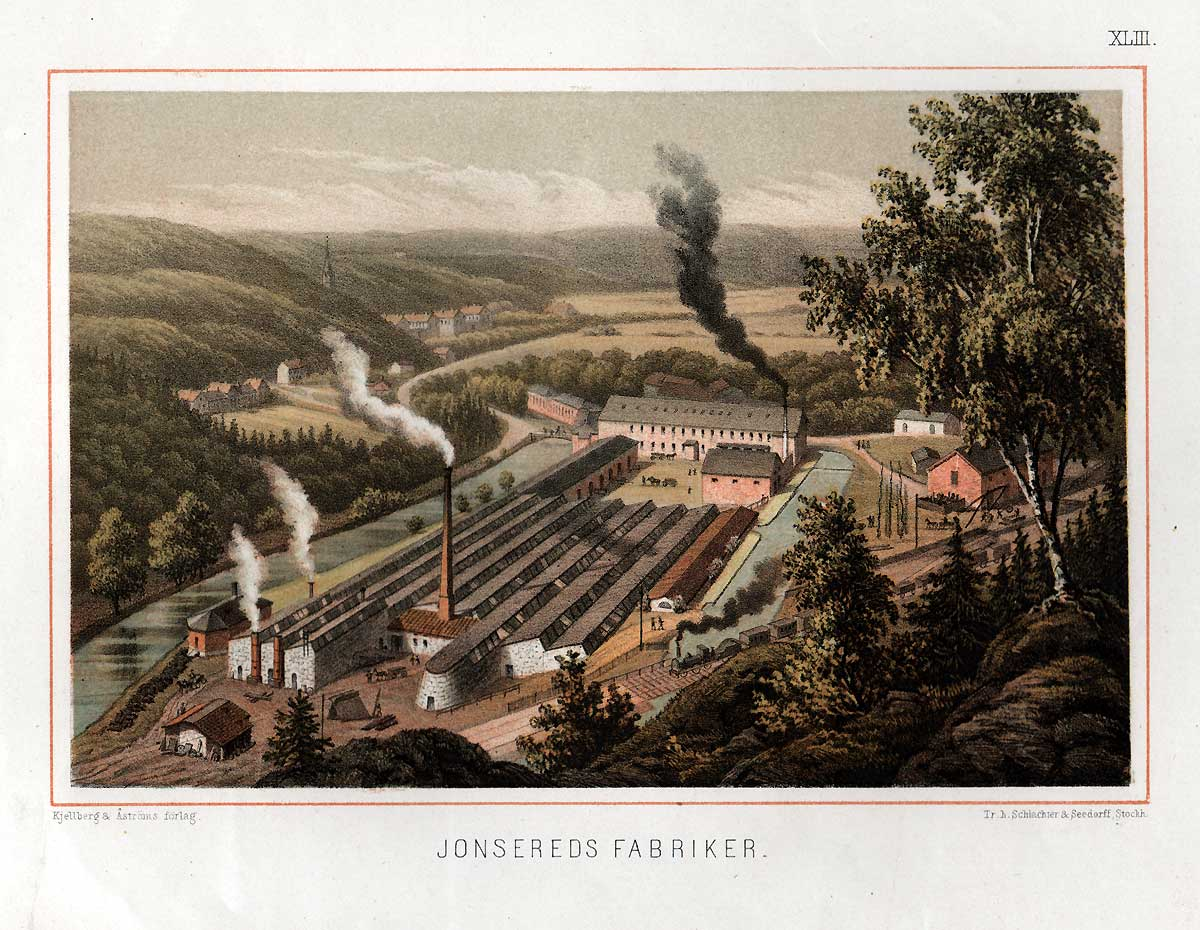
Jonsereds Fabriker 1870. Litografi ur Sveriges Industriella Etablissementer

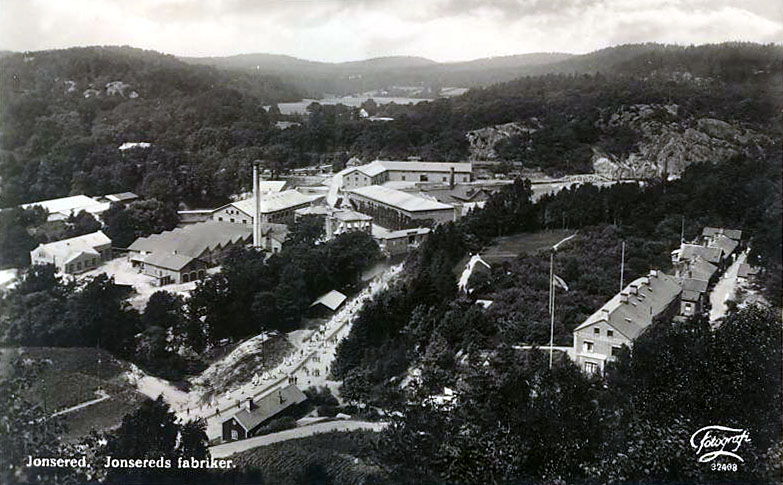
Jonsereds Fabriker på 1920-talet.

Under 1833 påbörjades arbetena med att bygga segelduksfabrik, spinneri, mekanisk verkstad och gjuteri intill mynningen av den nygrävda kanalen i Jonsered. Den täta industri- och bostadsbebyggelsen som uppfördes kom att få en märkbart brittiskt påverkad arkitektur. Alexander Keiller löstes ut ur firman 1839 och återvände till Göteborg, där han grundade en industri som sedermera kom att utvecklas till Götaverken. Gibson fortsatte att driva verksamheten i Jonsered på egen hand, vilken 1848 ombildades till ett familjeföretag; William Gibson & Söner.
Transporterna löstes först genom pråmar i Säveån. 1856 invigdes den första sträckan på Västra stambanan mellan Göteborg och Jonsered. Jonsereds ställning som industriort markerades 1903 då det nya moderna kraftverket invigdes och genom besök av kung Oscar II 14 september 1901. Kring 1914 stod dagens dubbelspåriga järnvägstunnel klar som ersatte det tidigare spåret som korsade fabriksområdet.
En grundlig diversifiering av verksamheten skedde: brandslangar, handdukar, bomullsremmar, jutesäckar, mattvarp, plogar, gasverksanläggningar, gjutgods, smide, strykjärn och kaffekvarnar tillverkades På 1850-talet började man även tillverka och exportera olika typer av träbearbetningsmaskiner (hyvlar, bandsågar, svarvar, borr- och fräsmaskiner). Jonsereds fick högsta utmärkelse för sina träbearbetningsmaskiner vid Londonutställningen 1862. 1872 ombildades firman till aktiebolag; Jonsereds Fabrikers AB. 
Efter William Gibsons död 1857 efterträddes han av sin äldste son William Gibson. Chef var från 1865 James Alexander Gibson. Som fabriksdisponent ledde David Gibson den industriella driften till sin död, då han efterträddes av brodern William Gibsons son William Gibson den yngre 1878. William Gibson den yngre var chef för Jonsereds fabriker under nästan 40 år, en tidsrymd, som omspände såväl industrialismens definitiva genombrott i Sverige som det första världskrigets förändrade villkor för industri och handel.

### Utbyggnad av anläggningarna
Tillsammans med kusinen Jimmy Gibson som överingenjör vid Jonsered genomförde han under 1880-talet en utbyggnad av anläggningarna med nytt gjuteri samt spinneri och väveri för juteväv, varav säckar, mattor, emballage m m tillverkades. Redan dessförinnan (1878) hade produktionen av bomullsremmar, välkända under benämningen Scandinavian Cotton Belting, igångsatts. Senare tillkom olika slag av specialkonstruktioner för masstillverkning av träbearbetningsmaskiner, varmed Jonsered fortfor att göra sig bemärkt vid internationella utställningar. Led i den tekniska moderniseringen av företaget var även installationen av ett privat telefonverk och Jonsereds kraftverk med dammbyggnad och vattentunnel, som färdigställdes 1902.
Med William Gibson som chef för Jonsered genomfördes en rad sociala förbättringar för arbetarna. Här kan nämnas skyddsanordningar vid maskinerna, nytt ålderdomshem, flickhem, barnhem, sjukstuga, tandklinik, förlossningsavdelning och nya arbetarbostäder i form av enfamiljshus. Initiativet härtill kom säkerligen delvis från den socialt intresserade hustrun och i några fall också från Jimmy Gibson och hans maka. De i vissa avseenden radikala sociala åtgärderna hindrade ej att förhållandet mellan företagsledning och arbetare på Jonsered ännu under 1900-talets två första årtionden behöll sin patriarkaliska prägel från 1800-talets brukssamhälle.
Tack vare Jimmy Gibsons ingående tekniska kunskaper och kännedom om den europeiska textilindustrins produktions- och avsättningsmöjligheter kunde fabriken anpassas till ändrade marknadsförhållanden. Samtidigt tillvaratogs eventuella expansionsmöjligheter. Hans framsynthet visade sig bland annat i livligt intresse för uppfinningen av kullager, som redan 1907 applicerades på bandsågar och hyvelmaskiner, vilka tillverkades vid Jonsered. Jimmy Gibson satt också i SKF:s styrelse 1909–1932. Flera kända ingenjörer var verksamma vid Jonsereds fabriker: Harald Molin, Lars Dalman, Per Nordeman, Carl Fornander och Sven Wingquist.
Jonsereds Fabrikers AB kom under många år att vara familjen Gibsons ägo. Familjen förlorade det mesta inflytandet över företaget då John James "Jimmy” Gibson avgick som VD 1926 och efterträddes av den tidigare spårvägsdirektören Ivar Wendt. Den var emellertid fortfarande representerad i styrelsen. William Gibson (1873-1954) var direktör för textilavdelningen till 1927 och därefter ordförande i bolagets styrelse till 1947. Där lämnade den siste i släkten, Gunnar Gibson, sonsons sonson till grundaren William Gibson, först 1978 sin post.
Björn Prytz var styrelseledamot i Jonsereds fabriker 1925–1938 och ordförande 1926–1938.

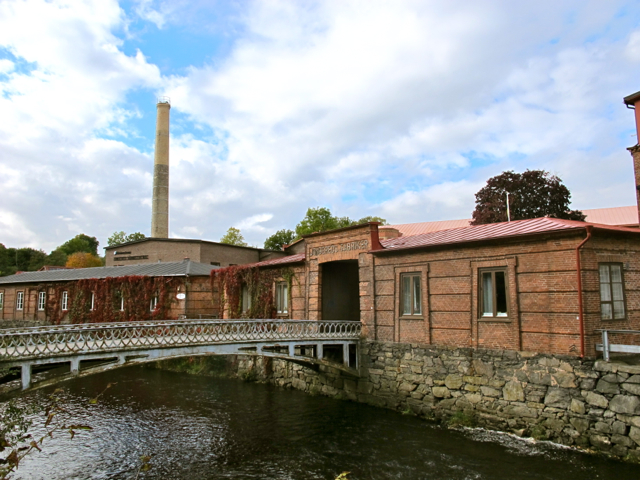
Jonsereds Fabriker
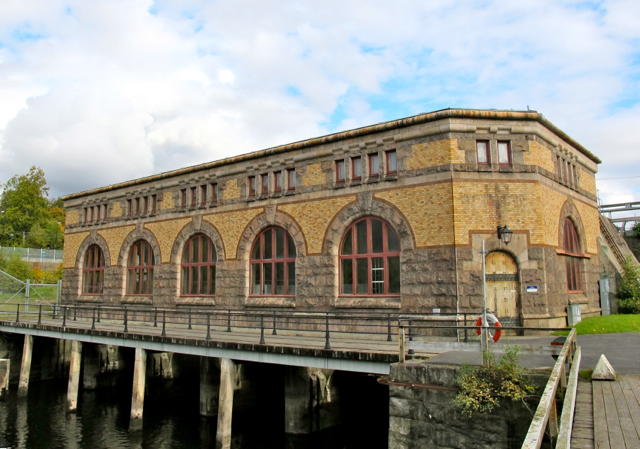
Jonsereds kraftverk av Hans Hedlund

### Motorsågar och skogskranar

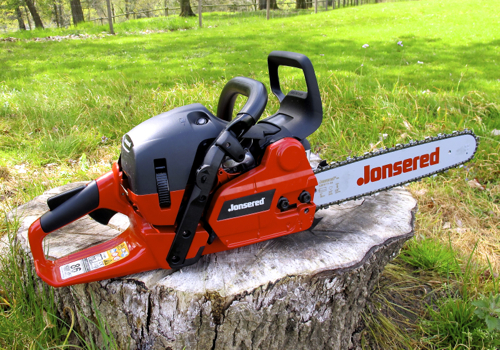
Jonseredmotorsåg.

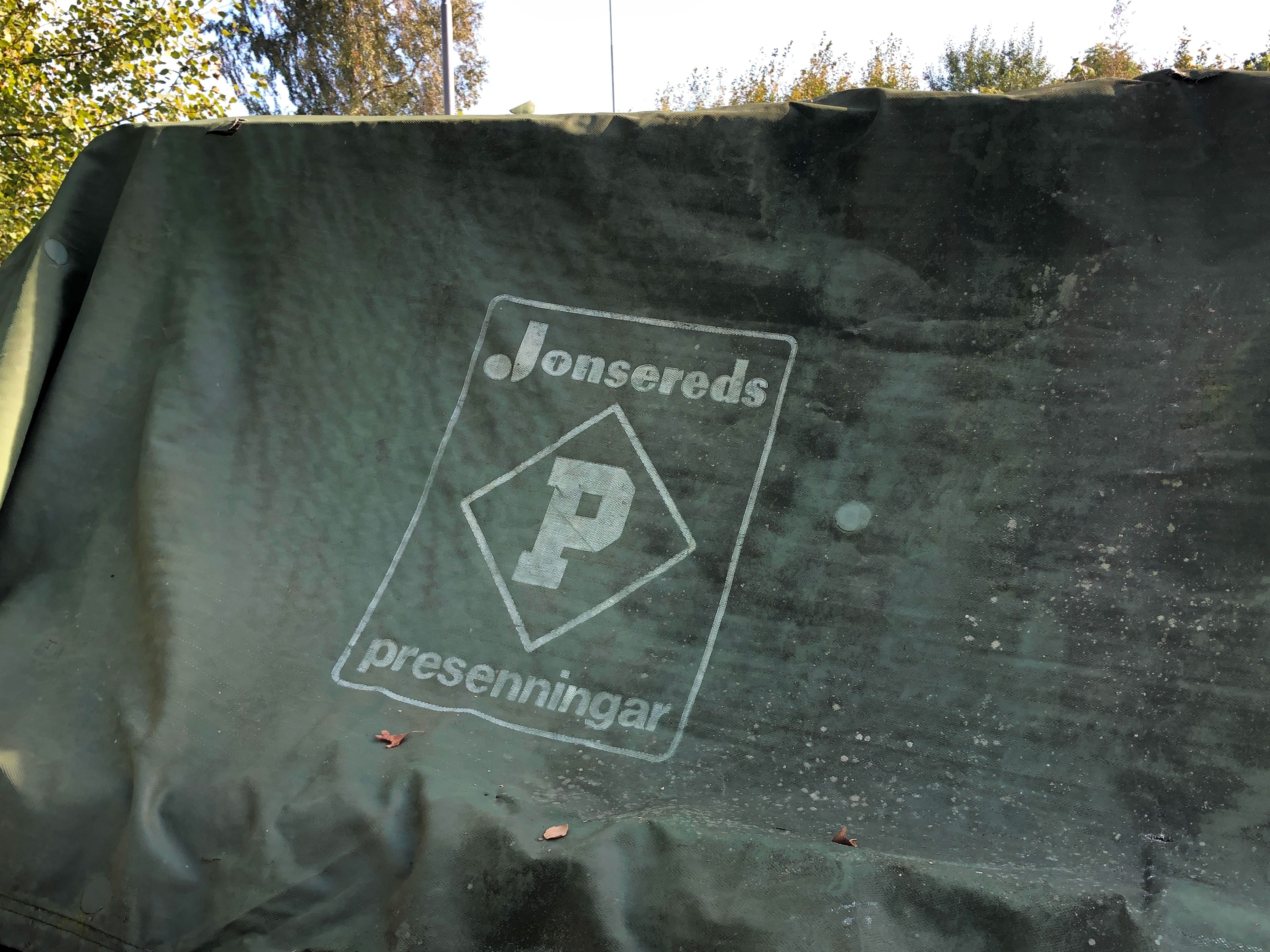
Presenning från Jonsereds fabriker

Efter andra världskriget gjordes en storsatsning på textiltillverkningen och ett nytt modernt spinneri stod klart i slutet av 1940-talet. Bruket fick en ny disponent i Eric Brodén som efterträdde Ivar Wendt. Jonsered byggde även en ny fabrik i Brastad för tillverkning av verktyg och senare motorsågar. År 1954 kom att bli ett märkesår i företagets historia, då presenterades den lätta enmansmotorsågen Raket  i samarbete med Como M&T Bjerke AB. Året därpå kom den första röjsågen. Flera framgångsrika modeller följde med en milstolpe i Raket 60 som kom 1965 och banade vägen för en stark uppgång i försäljning. På 1950-talet började företaget också tillverka skogskranar. Verksamheterna inom motorsågar och skogskranar växte kraftigt under 1960-talet. Motorsågarna såldes över hela världen med den största marknaden i Nordamerika.
Produktionen fortsatte att vara differentierad. På tillverkningsprogrammet fanns segelduk, presenningsväv, brandslangar, snickerimaskiner, skogskranar och motorsågar. Presenningen var mycket viktig för företaget då den var en riktig vinstmaskin. All textiltillverkning lades ned i början av 1970-talet och tillverkningen av brandslangar såldes 1975. Kvar blev fyra verksamhetsgrenar: presenningar, motorsågar, skogskranar och träbearbetningsmaskiner. År 1970 blev Jan-Olof Guthe ny VD för Jonsereds fabriker. Jonsereds fabriker bestod av fyra divisioner:
- Motorsågar med tillverkning i Brastad och Jonsered
- Presenningar med tillverkning i Brastad
- Kranar med tillverkning och utveckling i Jonsered
- Träbearbetningsmaskiner med tillverkning i Jonsered

### Försäljning till Electrolux

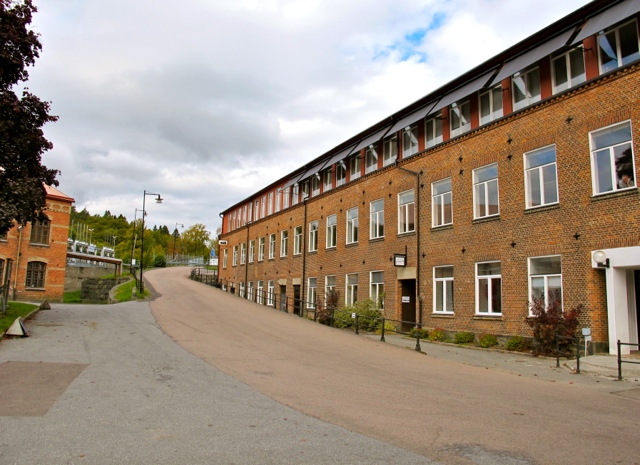
Jonsereds Fabrikers gamla huvudkontor.

I samband med att Jonsereds Fabrikers AB blev ett dotterbolag till Investment AB Asken 1975 byttes också bolagsnamnet till Jonsereds AB. År 1976 var omsättningen 340 miljoner kr, aktiekapitalet 72 miljoner kr och de anställda ca 1250. Omstruktureringar gjorde nu att delar av företaget lades ned och andra såldes. Som ett led i att stärka positionen på kranmarknaden köpte Jonsered upp Cranab 1974.
År 1978 såldes Jonsereds AB till Electrolux som behöll motorsågstillverkningen och presenningarna men sålde övriga delar av bolaget. Bakgrunden var att när Electrolux 1978 köpte upp Husqvarna för att förstärka sin ställning på marknaden för hushållsapparater följde även Husqvarnas motorsågstillverkning med. Detta initierade att Electrolux förvärvade ett flertal motorsågstillverkare, bland dem Jonsered. Electrolux var dock inte intresserad av Jonsereds krantillverkning. Därför gjordes en överenskommelse mellan Electrolux och krantillverkaren Hiab-Foco, där Hiab 1978 köpte Jonsereds krantillverkning. Nu såldes också företagets bostäder i samhället.
Tillverkningen av motorsågar flyttade några år senare till Husqvarnas fabrik i Huskvarna. Verksamheten blev en del av Electrolux Motor AB 1980. Fram till slutet av 1990-talet integrerades verksamheten i Jonsered med Husqvarna.[källa behövs] I dag har Husqvarna utvecklingsverksamhet i de gamla fabrikslokalerna i Jonsered. Efterhand breddades sortimentet till fler produkter inom segmentet skog och trädgård, bland annat gräsklippare. Jonsered var fram till 2020 ett varumärke för motorsågar, röjsågar, sågverk med mera i Husqvarna AB sedan bolaget knoppats av från Electrolux 2006.
Presenningstillverkningen och varumärket Jonsereds ingår idag i koncernen Nordic Shelter Solutions (NSS Sverige AB) under varumärket Hallbyggarna-Jonsereds, som säljer presenningar och lagerhallar. Hallbyggarna-Jonsereds är en sammanslagning av Hallbyggarna i Falun AB och Jonsereds Miljöskydd AB, som har funnits sedan 2003.